# Addison Powell
Addison Powell (23 de fevereiro de 1921 - 8 de novembro de 2010) foi um ator norte-americano cujos numerosos trabalhos na televisão e no cinema incluem Dark Shadows, The Thomas Crown Affair e Three Days of the Condor.